# Робін Стівенсон
Робін Стівенсон (англ. Robin Stephenson; нар. 21 червня 1983) — колишня американська тенісистка.
Найвищу одиночну позицію світового рейтингу — 435 місце досягла 11 лютого, 2008, парну — 157 місце — 8 грудня, 2008 року.
Здобула 13 парних титулів туру ITF.
Завершила кар'єру 2010 року.

## Фінали ITF

### Парний розряд: 20 (13–7)
| турніри $100,000 |
| турніри $75,000  |
| турніри $50,000  |
| турніри $25,000  |
| турніри $10,000  |

| Результат | Ранг | Дата              | Турнір                                     | Покриття   | Партнерка        | Суперниці                                | Рахунок            |
| --------- | ---- | ----------------- | ------------------------------------------ | ---------- | ---------------- | ---------------------------------------- | ------------------ |
| Перемога  | 1.   | 5 червня 2005     | Гілтон-Гед-Айленд (Південна Кароліна), США | Тверде     | Шадіша Робінсон  | Енслі Карґілл Алік Цубанос               | 6–3, 7–5           |
| Поразка   | 1.   | 26 червня 2005    | Едмонд (Оклахома), США                     | Тверде     | Сара Ріск        | Тамара Енсіна Дерон Мур                  | 6–7, 4–6           |
| Поразка   | 2.   | 18 лютого 2007    | Алгарве, Португалія                        | Тверде     | Джессіка Ленгофф | Марріт Бонстра Нікол Тейссен             | 3–6, 6–3, 2–6      |
| Поразка   | 3.   | 26 лютого 2007    | Портіман, Португалія                       | Тверде     | Джессіка Ленгофф | Неуза Сілва Нікол Тейссен                | 4–6, 2–6           |
| Поразка   | 4.   | 17 березня 2007   | Мерида (Юкатан), Мексика                   | Тверде     | Шанелль Схеперс  | Марія Фернанда Алвеш Ваніна Гарсія Сокол | 3–6, 2–6           |
| Перемога  | 2.   | 24 березня 2007   | Коацакоалькос, Мексика                     | Тверде     | Шанелль Схеперс  | Ліга Декмеєре Сторі Твіді-Єйтс           | 6–2, 6–2           |
| Перемога  | 3.   | 13 травня 2007    | Масатлан, Мексика                          | Тверде     | Кортні Негл      | Валерія Пулідо Даніела Муньос Галлегос   | 7–5, 6–4           |
| Перемога  | 4.   | 20 травня 2007    | Ірапуато, Мексика                          | Тверде     | Кортні Негл      | Лорена Аріас Еріка Кларке                | 6–1, 6–3           |
| Поразка   | 5.   | 24 червня 2007    | Форт-Верт, США                             | Тверде     | Суріна Де Беер   | Домініка Дьєшкова Кортні Негл            | 5–7, 3–6           |
| Перемога  | 5.   | 14 жовтня 2007    | Рокгемптон, Австралія                      | Тверде     | Кортні Негл      | Елісон Бай Джессіка Мор                  | 6–4, 6–3           |
| Перемога  | 6.   | 21 жовтня 2007    | Джимпі, Австралія                          | Тверде     | Кортні Негл      | Монік Адамчак Джейд Кертіс               | 6–4, 6–1           |
| Поразка   | 6.   | 26 жовтня 2007    | Траралґон, Австралія                       | Тверде     | Кортні Негл      | Сема Еріка Сема Юріка                    | 2–6, 2–6           |
| Перемога  | 7.   | 16 листопада 2007 | Нуріоотпа, Австралія                       | Тверде     | Наталі Грандін   | Софі Фергюсон Труді Мусгрейв             | 6–4, 7–5           |
| Перемога  | 8.   | 29 березня 2008   | Джерсі, Велика Британія                    | Тверде (i) | Кортні Негл      | Юлія Федосова Віолетта Юк                | 6–3, 6–3           |
| Перемога  | 9.   | 10 травня 2008    | Ірапуато, Мексика                          | Тверде     | Сара Борвелл     | Штефанія Боффа Нікола Франькова          | 6–4, 3–6, [10–4]   |
| Поразка   | 7.   | 21 вересня 2008   | Кавана, Австралія                          | Тверде     | Алексіс Праусіс  | Джоселін Рей Емелін Старр                | 4–6, 6–4, [4–10]   |
| Перемога  | 10.  | 12 жовтня 2008    | Траралґон, Австралія                       | Тверде     | Наталі Грандін   | Ярміла Вулф Джессіка Мур                 | 6–4, 6–2           |
| Перемога  | 11.  | 19 жовтня 2008    | Маунт-Гамбір, Австралія                    | Тверде     | Наталі Грандін   | Міямура Мікі Сема Еріка                  | 6–4, 6–2           |
| Перемога  | 12.  | 26 жовтня 2008    | Порт-Пірі, Австралія                       | Тверде     | Наталі Грандін   | Лізан дю Плессі Тіффані Велфорд          | 6–2, 6–0           |
| Перемога  | 13.  | 30 листопада 2008 | Перт, Австралія                            | Тверде     | Алексіс Праусіс  | Джейд Кертіс Хванг І-Хсюань              | 7–6(7–5), 7–6(7–4) |